# Golden Air

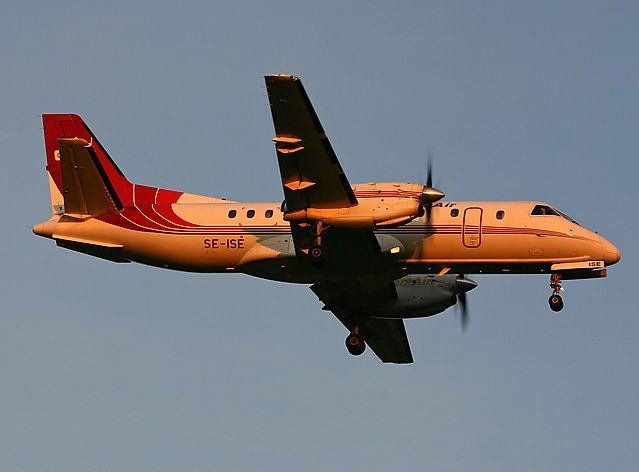
Máy bay Saab 340 của Golden Air tại Helsinki-Vantaa, Phần Lan

Golden Air là một hãng hàng không khu vực đóng ở Trollhättan, Thuỵ Điển. Hãng cung cấp dịch vụ bay theo lịch trình ở Na Uy và Thuỵ Điển cũng như bay thuê bao. Cơ sở chính đóng ở Sân bay Trollhättan-Vänersborg, với trung tâm ở Sân bay Stockholm-Bromma và Sân bay Ängelholm-Helsingborg.

## History
Hãng này ban đầu đăng ký hoạt động tháng 9 năm 1976 và cung cấp dịch vụ taxi bay và bay thuê bao. Hãn đã trải qua nhiều thay đổi cho đến khi tái cơ cấu với sở hữu như hiện nay vào tháng 8 năm 1993. Hãng bắt đầu hoạt động vào ngày 15 tháng 8 năm 1993. Hãng thuộc sở hữu hoàn toàn của Erik Thun (công ty tàu biển) và có 56 nhân viên (tháng 3 năm 2007).

## Tuyến điểm
Golden Air có các tuyến điểm sau (tháng năm 2009):
- Đức
  - Hamburg (Sân bay Hamburg) [từ tháng 26/5/2009]
- Thuỵ Điển
  - Ronneby (thay mặt cho Blekingeflyg, nối với Bromma)
  - Sân bay Stockholm-Bromma
  - Sân bay Stockholm-Arlanda
  - Sundsvall (thay mặt cho Sundsvallsflyg, nối vớiBromma)
  - Trollhättan (nối với Bromma)
  - Visby (thay mặt Gotlandsflyg, nối với Bromma)
  - Sân bay Ängelholm-Helsingborg (thay mặt Kullaflyg, nối Bromma)
  - Örnsköldsvik (thay mặt Höga Kusten Flyg, nối Arlanda)

## Đội tàu bay
Hãng Golden Air có các tàu bay sau (thời điểm tháng 1 năm 2009) :
- 2 ATR 72-500 (bay với logo của Aer Arann)
- 5 Saab 2000 (một chiếc bay cho Kullaflyg, một chiếc bay cho Sundsvallsflyg và một chiếc bay cho Höga Kusten Flyg)
- 4 Saab 340A (hai chiếc cho Estonian Air Regional thuê và một chiếc cho Nextjet thuê)
- 4 Saab 340B